# Max Mallowan

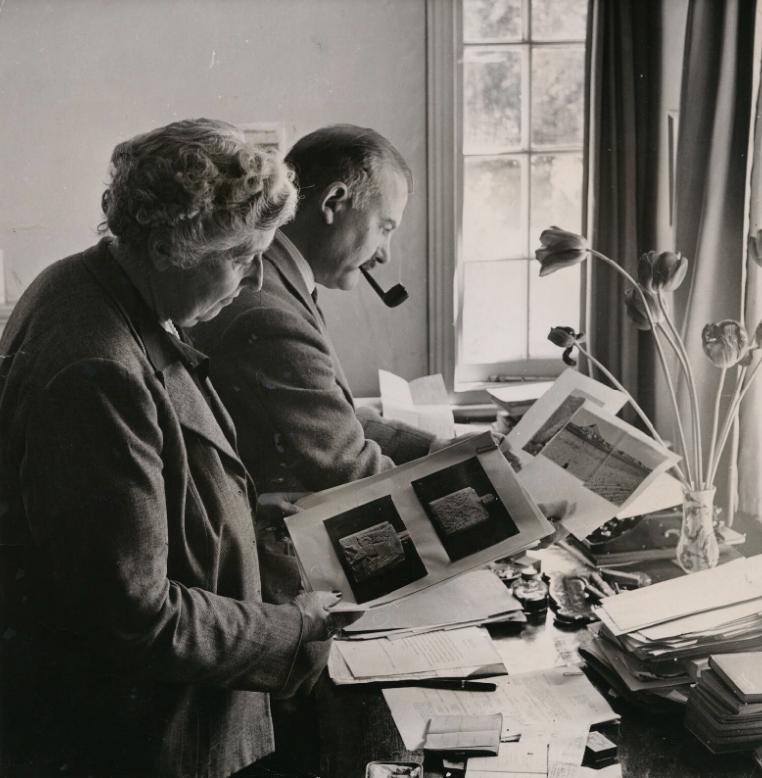
Max Mallowan und Agatha Christie 1950

Sir Max Edgar Lucien Mallowan CBE (* 6. Mai 1904 in London; † 19. August 1978 in Wallingford, England) war ein britischer Vorderasiatischer Archäologe, der in erster Ehe mit der Schriftstellerin Agatha Christie verheiratet war. Seinen Ausgrabungen sind wesentliche Erkenntnisse über die Vor- und Frühgeschichte Vorderasiens zu verdanken.

## Leben und Werk
Mallowan wurde als Sohn eines österreichischen Einwanderers geboren, seine Mutter war eine französische Künstlerin. Er erhielt seine Schulbildung in der renommierten Privatschule Lancing College und studierte anschließend Klassische Philologie am New College in Oxford. Nach seinem Abschluss 1925 nahm er als Assistent an Leonard Woolleys Grabungskampagne in Ur teil, die bis 1931 andauerte. Dort lernte er 1930 die 14 Jahre ältere Agatha Christie kennen, die zum zweiten Mal als Gast bei den Woolleys weilte. Sie heirateten am 11. September desselben Jahres in Edinburgh, gaben aber beide ein falsches Alter an, um den Altersunterschied zwischen ihnen zu kaschieren.
Nach sechs Jahren bei Woolley wechselte Mallowan im Herbst 1931 nach Ninive zu Reginald Campbell Thompson, wo er ein Jahr blieb. Dann begann er mit eigenen Grabungen, unterstützt vom British Museum. Er grub zunächst in Tell Arpachiyah im Irak, doch entschied sich dann für einen Wechsel nach Syrien, nachdem sich die politische Situation im Irak verschärft hatte. Bis zum Beginn des Zweiten Weltkriegs unternahm er Grabungen in Chagar Bazar im Nordirak und Tell Brak in Nordostsyrien. 1939 kehrte er nach England zurück.
Mallowan meldete sich freiwillig zur Armee, wurde aber wegen seines Alters und seiner österreichischen Abstammung abgelehnt. Erst 1941 bekam er die Gelegenheit, für die Royal Air Force nach Kairo zu gehen. Nach dem Krieg bekam Mallowan den Lehrstuhl für Vorderasiatische Archäologie an der Universität von London. Von 1949 bis 1963 führte er Ausgrabungen in Nimrud durch. 1954 wurde er zum Mitglied (Fellow) der British Academy und 1964 zum auswärtigen Mitglied (associé étranger) der Académie des Inscriptions et Belles-Lettres gewählt. 1960 wurde er zum Commander of the British Empire ernannt, und 1968 zum Knight Bachelor geschlagen.
Agatha Christie starb 1976. Ein Jahr später heiratete Mallowan Barbara Parker, eine Archäologin und langjährige Mitarbeiterin bei seinen Grabungen. Im August 1978 starb M. E. L. Mallowan an einem Herzanfall.

## Schriften (Auswahl)
- Twenty-five years of Mesopotamian discovery. (1932–1956). British School of Archaeology in Iraq, London 1956.
- Geburt der Schrift – Geburt der Geschichte. In: Stuart Piggott (Hrsg.): Die Welt aus der wir kommen. Die Vorgeschichte der Menschheit. Droemer Knaur, München u. a. 1961, S. 65–96.
- Early Mesopotamia and Iran. Thames and Hudson, London 1965.
- als Hrsg.: Nimrud and its Remains. 2 Bände und Beilagenband. Collins, London 1966.
- Mallowan’s Memoirs. Collins, London 1977, ISBN 0-00-216506-6.
- The Nimrud Ivories. British Museum Publications, London 1978.